# Rhinonyssus
Rhinonyssus (лат.) — род клещей из семейства Rhinonyssidae.
Клещи округлой формы, длина идиосомы 430—970. Подосомальный щит имеется. Опистосомальный и пигидиальный щиты отсутствуют. Стигмы без перитрем расположены дорсолатерально. Мезосомальные щитки имеются или отсутствуют. Постстигмальные щитки отсутствуют. Гнатосома расположена терминально. Дейтостернальные зубчики отсутствуют. Тритостернум отсутствует. Стернальный щиток имеется или отсутствует. Генитальный щиток имеется. Анальный щиток имеется или редуцированный. Анус расположен на вентральной или на дорсальной стороне опистосомы. Крибрум имеется или отсутствует. Выпуклости и шипы на коксах отсутствуют.

## Виды
- Rhinonyssus clangulae Butenko & Stanyukovich, 2001
- Rhinonyssus coniventris Trouessart, 1894typus
- Rhinonyssus dobromiri Dimov et Spicer, 2013
- Rhinonyssus himantopus Strandtmann, 1951
- Rhinonyssus kadrae Dimov, 2013[1]
- Rhinonyssus marilae Butenko & Stanyukovich, 2001
- Rhinonyssus minutus (Bregetova, 1950)
- Rhinonyssus poliocephali Fain, 1956
- Rhinonyssus rhinolethrum (Trouessart, 1895)